# Nobelweg 4-6 (Amsterdam)
Nobelweg 4-6 is een bouwwerk in Amsterdam-Oost, welke het Pieter Nieuwland College huisvest.

## Geschiedenis

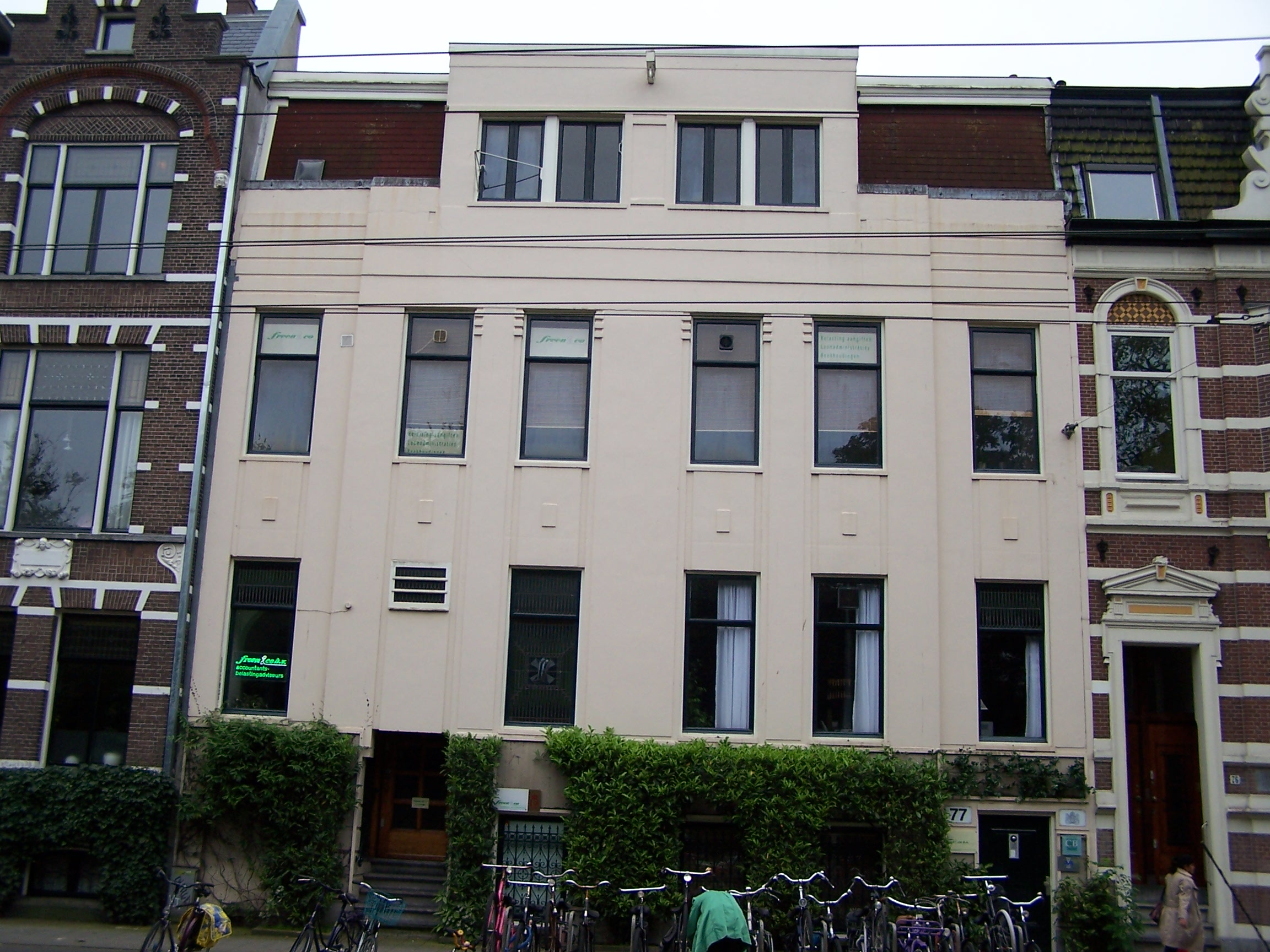
Oosterpark 77

De Christelijke Hogere Burgerschool, sinds 1931 gevestigd aan Oosterpark 77-78, had een nieuw gebouw nodig.
Een terrein werd gevonden aan de Nobelweg hoek James Wattstraat in Watergraafsmeer. De architecten Jan H. van der Zee en zijn compagnon A. Meijer maakten het ontwerp, dat een centrale hal bevatte met daaraan twee vleugels. In mei 1958 ging de eerste heipaal de grond in. De school werd in 1960 geopend als de Christelijke HBS-B.
De HBS onderging diverse naamswijzigingen. Zo heette het vanaf 1968 de Christelijke Scholengemeenschap Oost. In 1986 kreeg de school zijn huidige naam: het Pieter Nieuwland College, vernoemd naar Pieter Nieuwland, die vrijwel op de plek van het complex geboren zou zijn.

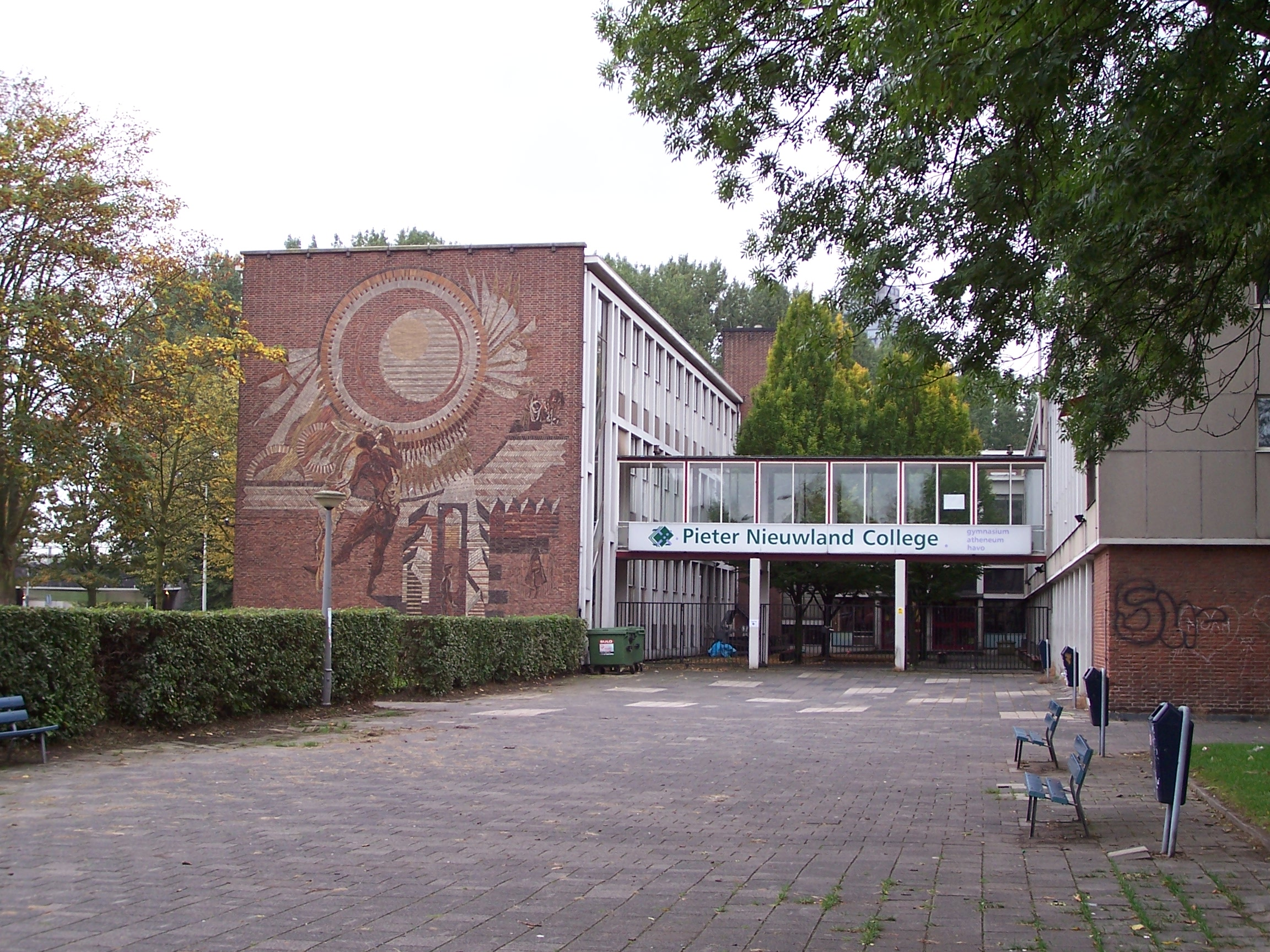
De school vóór de verbouwing van 2011

In 2010-2011 werd tijdens een grote verbouwing een nieuwe ingang geconstrueerd. Het gebouw werd in maart 2013 tot gemeentelijk monument verklaard.

## Mozaïek

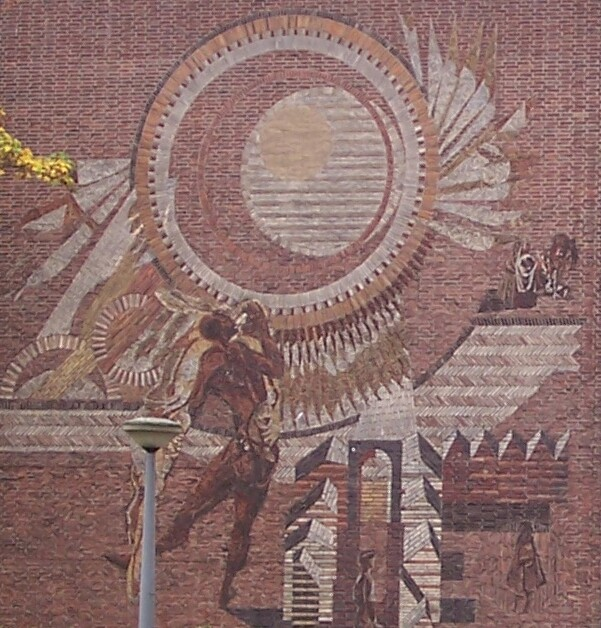
Detail van mozaïek (april 2020)

Op een van de wanden aan de Kamerlingh Onneslaan maakte Berend Hendriks in 1960 een gevelhoog baksteen mozaïek/kunstwerk. De titel luidt Het gevecht van Jacob met de engel/man dan wel Jacobs worsteling met de vreemdeling. Het heeft als motto “Wij laten onze leerlingen niet los” en verwijst naar de Bijbeltekst Genesis 32:23-32. Dat was een geliefd onderwerp van Hendriks die er ook een serie schilderijen over maakte. Het artistieke kunstwerk meet 12 bij 10,5 meter en bevat de kleuren geel, oranje en bruin.